# Comunitat d'Aglomeració de Colmar
La Comunitat d'aglomeració de Colmar (CAC) és una estructura intercomunal francesa, situada al departament de l'Alt Rin i la regió del Gran Est. Fou creada l'1 de gener de 2004.

## Composició
La comunitat d'aglomeració de Colmar agrupa 9 municipis amb una població de 94 919 habitants :
- Colmar
- Horbourg-Wihr
- Houssen
- Ingersheim
- Jebsheim
- Sainte-Croix-en-Plaine
- Turckheim
- Wettolsheim
- Wintzenheim

## Administració
La CAC té la seu a Colmar, compta amb 45 consellers comunals i el president és Gilbert Meyer, alcalde de Colmar.